# Дабулени
Дабулени (рум. Dăbuleni) град је у југозападном делу Румуније, у историјској покрајини Влашка. Дабулени су град у жупанији Долж и обухвата насеље Киашу.
Дабулени је према последњем попису из 2021. имао 10.333 становника.

## Географија
Град Дабулени налази се у јужном делу историјске покрајине Олтеније, западног дела Влашке, око 80 km јужно до Крајове.
Дабулени се налази у Влашкој низији, близу Дунава, који је овде граница ка суседној Бугарској. Надморска висина града је око 55 m.

## Становништво
У односу на попис из 2002, број становника на попису из 2011. се смањио.
| 2002.  | 2011.  |
| ------ | ------ |
| 13.888 | 12.182 |

Румуни чине већину становништва Дабуленија, а од мањина присутни су само Роми.

## Галерија
- Положај града Дабулени на територији жупаније Долж